# Nogara
Nogara ist eine Gemeinde in der italienischen Provinz Verona, Region Venetien, mit 8343 Einwohnern (Stand Dezember 2022).

## Lage
Nogara liegt knapp 30 km südlich von Verona und ungefähr 20 km östlich von Mantua am Fluss Tartaro. Der Bahnhof von Nogara ist u. a. eine Station der Bahnstrecke Verona–Bologna. Durch den Ort verläuft die Staatsstraße 12, die von Pisa bis zum Brennerpass führt. Sie kreuzt hier die ehemalige Staatsstraße 10. Nogara ist damit ein nicht unbedeutender Verkehrsknoten.

## Geschichte
Das Gebiet von Nogara war bereits während der Bronzezeit durch Menschen besiedelt. Davon zeugt vor allem die Nekropole Olmo di Nogara, an einem ehemaligen Arm des Tartaro im Nordwesten der Stadt, die in der mittleren und späten Bronzezeit genutzt wurde. Die dortigen Funde gehören der Terramare-Kultur an. Das dort in Grab 41 entdeckte Naue-II-Griffzungenschwert ist das älteste bisher in Italien entdeckte Exemplar des Typs Cetona und weist deutliche Parallelen zu einem im griechischen Mykene entdeckten Schwert aus dem 13. Jahrhundert v. Chr. auf. Etwa anderthalb Kilometer südlich davon wurde 1993 in der Flur Pila del Brancón zufällig ein Hort mit Bronzeobjekten aus der späten Bronzezeit entdeckt. In den folgenden vier Jahren fand man in der Nähe eine Reihe weiterer Bronzeobjekte, teils auch Keramik, die entweder zum selben oder einem ganz in der Nähe liegenden zweiten Depot gehören. Zu den Funden zählen u. a. mindestens neun Griffzungenschwerter vom Typus Naue II, ein Dolch und Lanzenspitzen. Die Bronzewaffen wiesen meist offenbar absichtliche Beschädigungen oder Deformierungen auf. So waren die Schwerter größtenteils U-förmig verbogen.
In römischer Zeit lag der Ort an der von Drusus begonnenen und durch Kaiser Claudius ausgebauten und vollendeten Via Claudia Augusta, eine der bedeutendsten römischen Straßen, die Gebiete nördlich der Alpen mit Norditalien verband. Im Jahre 900 n. Chr. erlaubte König Berengar I. den Bau einer Burg (Castello), von der Chroniken aus dem 11. Jahrhundert berichten und die heute im von Michele Sanmicheli gestalteten Palazzo Marogna verbaut ist. Zwischen 920 und 936 verpachteten die Mönche Häuser in Nogara an Menschen, die im Gegenzug bereit waren, die Burg und die Chiesa di San Silvestro (Kirche des Heiligen Silvesters) bei Angriffen der Ungarn zu verteidigen.
Unter der Herrschaft von Mathilde von Canossa gehörte Nogara zu den Bollwerken links des Po und konnte zweimal Angriffen Heinrichs IV. standhalten: 1091 und 1095, als die Stadt von Truppen aus Verona, die Heinrich IV. angeworben hatte, sogar einige Zeit belagert wurde, bevor den Kaiser ein herannahendes Heer Mathilde zum Abzug zwang. Auch in der Folgezeit kam es unter verschiedenen Herren immer wieder zu Kämpfen um die Festung Nogara, wovon vor allem Historiker aus Verona berichteten. 1509 wurde die Burg schließlich von Spaniern und Burgundern in Brand gesetzt und verlor danach allmählich an Bedeutung.
1630 starb die Hälfte der Bevölkerung Nogaras an der Pest. Während der Italienischen Unabhängigkeitskriege war die Stadt zwar nicht direkt in die militärischen und politischen Ereignisse involviert, leistete aber tatkräftige Unterstützung. Die Zeit des Italienischen Faschismus war durch eine soziokulturelle Stagnation geprägt und durch eine rein landwirtschaftlich ausgerichtete Ökonomie, in der viele Tagelöhner beschäftigt wurden. In den 1950er Jahren kam es wegen der fortschreitenden Zersplitterung großer Güter in kleine Bauernhöfe sowie der Schließung der Hanfmühle zu einem Anstieg der Arbeitslosigkeit. Die Folge war eine erhebliche Zahl an Auswanderern und damit ein starker Rückgang der Bevölkerung. Die Industrialisierung der Region in den 1960er und 1970er Jahren führte u. a. zu Verschiebungen der sozialen Struktur.

## Persönlichkeiten
- Gianfranco Bianchin (1947–1970), Radrennfahrer